# Dorothy Morton
Dorothy Morton (geb. Breitman, * 17. September 1924 in Montreal; † 17. September 2008 in Montreal) war eine kanadische Pianistin und Musikpädagogin.

## Leben und Wirken
Morton war Klavierschülerin von Stanley Gardner. Sie studierte dann von 1941 bis 1949 Musiktheorie und Komposition an der McGill University bei Claude Champagne, Douglas Clarke, Marvin Duchow und Violet Archer und von 1943 bis 1954 Klavier am Conservatoire de musique du Québec bei Germaine Malépart und Isidor Philipp. 
Sie trat bei zahlreichen Konzerten sowie im Hörfunk auf. Mit Esther Master bildete sie seit 1955 das Morton-Master-Duo, das u. a. Werke von Chopin, Infante, Schumann, Saint-Saëns und Ravel aufnahm. Das Duo spielte auch Uraufführungen von Werken der kanadischen Komponisten David Bach (Sessions II, 1982) und George Fiala (Concerto for Two Pianos).
Seit 1977 unterrichtete Morton an der McGill University; hier zählten William Benjamin, Paul Berkowitz, James Gelfand, Michel Kozlovsky, Robert Mayerovitch, Robert Silverman und Donald Steven zu ihren Schülern. Daneben unterrichtete sie Ende der 1970er und Ende der 1980er Jahre am Orford Art Centre. Für das Buch Careers in Music: A Guide for Canadian Students (Oakville, 1986) schrieb sie das Kapitel über Klavierunterricht.